# Diga di Miyagawa
La diga di Miyagawa (宮川ダム?, Miyagawa damu) è una diga 
nella prefettura di Fukushima, in Giappone, completata nel 1962.